# Tobias Scheytt
Tobias Scheytt (* 15. März 1963 in Essen) ist ein deutscher Wirtschaftswissenschaftler. Er ist Inhaber des Lehrstuhls für allgemeine Betriebswirtschaftslehre, insbesondere Controlling und Unternehmensrechnung, Vorstand des Instituts für Controlling und Unternehmensrechnung (ICU) und Vorstand des Zentrum für Wissenschaftliche Weiterbildung der Helmut-Schmidt-Universität – Universität der Bundeswehr Hamburg. Sein Bruder Oliver Scheytt ist ein deutscher Kulturpolitiker und -manager.

## Leben
Nach dem Abitur am Essener Burggymnasium begann Tobias Scheytt 1981 seine Berufslaufbahn mit einer Berufsausbildung zum Datenverarbeitungskaufmann und zum Fremdsprachenkorrespondenten für Wirtschaftsenglisch. Anschließend arbeitete er als IT-Analyst in der Softwareentwicklung. Ab 1985 studierte er Wirtschaftswissenschaften an der Universität Witten/Herdecke und legte dort 1991 sein Diplom-Examen ab. Im Rahmen eines Auslandsstudienaufenthaltes studierte er Kulturmanagement an der Hochschule für Musik und Darstellende Kunst in Wien. 1996 wurde er von Ekkehard Kappler an der Universität Witten/Herdecke mit einer Arbeit zur Methodologie der Führungstheorie promoviert. Er folgte seinem akademischen Lehrer Ekkehard Kappler an die Universität Innsbruck, an der er sich 2008 mit einer Arbeit zu den Grundlagen des strategischen Controllings habilitierte. Im darauffolgenden Jahr übernahm er die Universitätsprofessur für Betriebswirtschaftslehre, insbesondere Controlling und Unternehmensrechnung an der Helmut-Schmidt-Universität – Universität der Bundeswehr Hamburg, die er bis heute innehat.
Seit vielen Jahren ist Tobias Scheytt auch in Executive Education Programmen aktiv, z. B. an der Führungsakademie der Bundeswehr, an der Universität Oldenburg, an der Universität Innsbruck/Schloss Hofen (Österreich), der Universität Bern, der Liechtenstein Academy und der Donau-Universität Krems.
Tobias Scheytt nahm visiting fellowships am Massachusetts Institute of Technology (MIT), Society for Organizational Learning, Cambridge (MA), USA (1999) und dem King’s College London (2001 und 2002) an.
Er ist verheiratet und Vater eines Sohnes.

## Wirken
Scheytt ist Mitglied in den Kommissionen Rechnungswesen, Organisation, Hochschulmanagement sowie Wirtschaftstheorie und Ethik in der Wirtschaftswissenschaft des Verbands der Hochschullehrer für Betriebswirtschaft. Darüber hinaus ist er in der European Accounting Association (EAA) und der European Group for Organisational Studies (EGOS) aktiv. Seit 2017 ist er Mitglied des Akkreditierungsrates der Akkreditierungsagentur ACQUIN. 2018 übernahm er den Vorstandsposten im Zentrum für Wissenschaftliche Weiterbildung der Helmut-Schmidt-Universität.
Tobias Scheytt ist Autor zahlreicher Publikationen in führenden internationalen Fachzeitschriften (wie etwa Organization Studies, Journal of Management Studies, Organizational Research Methods, European Accounting Review, Management Accounting Research, Critical Perspectives on Accounting).
Scheytt ist bekannt für seine Forschung zu Controllingsystemen, Risiken und Risikomanagement, Qualitätsmanagement, Unternehmensentwicklung, Organisationsforschung, öffentlichen und ExpertInnenorganisationen sowie zu forschungsmethodologischen Ansätzen, insbesondere interpretativer Forschung und narrativer Methoden.

## Schriften
- Governing Arts through Valuation: The Role of the State as Network Actor in the European Capital of Culture 2010. Critical Perspectives on Accounting 37, 2016, 35-50 [Special issue "The Arts, the State and Popular Culture", ed. by I. Jaecle & P. Miller] (mit L. Crepaz & C. Huber), doi:10.1016/j.cpa.2015.03.002.
- The Dispositif of Risk Management: Reconstructing Risk Management after the Financial Crisis. Management Accounting Research 24(2), 2013, 88-99 (mit C. Huber), doi:10.1016/j.mar.2013.04.006.
- Reputational Risk as a Logic of Organizing in Late Modernity. Organization Studies 30(2-3), 2009, 301-324 (mit M. Power, K. Soin, & K. Sahlin), doi:10.1177/0170840608101482.
- Management Accounting in Financial Services. In: Chapman, C.S., Hopwood, A.G., Shields, M.D. (eds.), Handbook of Management Accounting Research, Vol. 3. Amsterdam et al.: Elsevier, 2009, 1385–1398 (mit K. Soin), doi:10.1016/s1751-3243(07)03010-6, ISBN 978-00-805-5450-1.
- The Future of Interpretive Accounting Research. Critical Perspectives on Accounting 19(6), 2008, 840-866 (mit T. Ahrens, A. Becker, J. Burns, C. Chapman, M. Granlund, M. Habersam, A. Hansen, R. Khalifa, T. Malmi, A. Mennicken, A. Mikes, F. Panozzo, M. Piber & P. Quattrone).
- Introduction: Organizations and the management of risk. Research Colloquium ‘Organizations and the management of risk’. Journal of Management Studies 43(6), 2006, 1331–1337 (mit K. Soin, K. Sahlin-Andersson, & M. Power), doi:10.1111/j.1467-6486.2006.00646.x.
- Making the case for narrative methods in cross-cultural organizational research. Organizational Research Methods 9(1), 2006, 55-77 (mit K. Soin), doi:10.1177/1094428105283297.